# Microgephyra turneri
Microgephyra turneri är en tvåvingeart som beskrevs av Lyneborg 1972. Microgephyra turneri ingår i släktet Microgephyra och familjen stilettflugor. Inga underarter finns listade i Catalogue of Life.